# 藤原経平
藤原 経平（ふじわら の つねひら）は、平安時代中期から後期にかけての貴族。藤原北家小野宮流、権中納言・藤原経通の子。官位は従三位・大宰大弐。

## 経歴
後一条朝で諸陵助・図書助を経て、従五位下・刑部少輔に叙任される。この間の長元9年（1036年）円教寺にて、侍従・藤原良貞と闘打に及んだため殿上籍を除かれている。のち、越前守・尾張守・播磨守と後朱雀朝から白河朝前期にかけて長く受領を務めた。
承保2年（1075年）大宰大弐に遷り、承暦元年（1077年）に神宗への信書と答信物を託された宋の商人・孫忠に禁輸品である武器を含む私的な贈物をも舶載させた。承暦2年（1078年）、孫忠は再来日し、宋からの回贈品を運んできたが、付属の文書に不審点があり、孫忠は経平と後任の大宰帥・藤原資仲から尋問を受け、承暦4年（1080年）に回贈品への対応について陣定で審議された。この際、孫忠が経平とその郎党に唐物を料金を払われずに取られたことと前述の私的な贈物の件を告発したため、このことも陣定で議論された。結局経平は不問とされたものの、大宰府赴任の功により従三位に叙せられて公卿となるのは応徳3年（1086年）まで遅れることとなった。
その後は散位となり、寛治5年（1091年）7月3日薨去。享年78。最終官位は前大宰大弐従三位。
後年、娘・睦子が産んだ藤原苡子が鳥羽天皇の生母となったため、経平は天皇の曾祖父となっている。

## 官歴
- 長元4年（1031年） 3月28日：図書助、元諸陵助[5]
- 時期不詳：従五位下
- 長元7年（1034年） 10月21日：見刑部少輔[6]
- 長元9年（1036年） 10月21日：除籍殿上[6]
- 長久元年（1040年） 6月10日：見越前守[7]
- 延久2年（1070年） 7月：見前尾張前司[8]
- 承保2年（1075年） 正月28日：見播磨守[9]。6月13日：見大宰大弐[10]
- 永保3年（1083年） 10月1日：正四位上[11]
- 応徳3年（1086年） 3月2日：従三位（去年大弐赴任賞）[12]
- 寛治5年（1091年） 7月3日：薨去（前大宰大弐従三位）[13]

## 系譜
『尊卑分脈』による
- 父：藤原経通
- 母：源高雅の娘（醍醐源氏出身）
- 妻：高階成順の娘（筑前乳母）
  - 長男：藤原通宗（?-1084）
- 妻：藤原家業の娘
  - 次男：藤原通俊（1047-1099） - 養子、実母は筑前乳母
- 生母不明
  - 女子：藤原睦子（?-1114） - 藤原実季室。永久2年2月24日（1114年4月1日）卒。無位。鳥羽天皇外祖母[14]。
  - 女子：藤原顕季室
  - 女子：藤原経子 - 白河天皇典侍、覚行法親王母、のち藤原公定室